# Heeresgruppe Linsingen
Die Heeresgruppe Linsingen war eine deutsche Heeresgruppe des Ersten Weltkriegs, die von September 1915 bis März 1918 an der Ostfront eingesetzt wurde.

## Geschichte

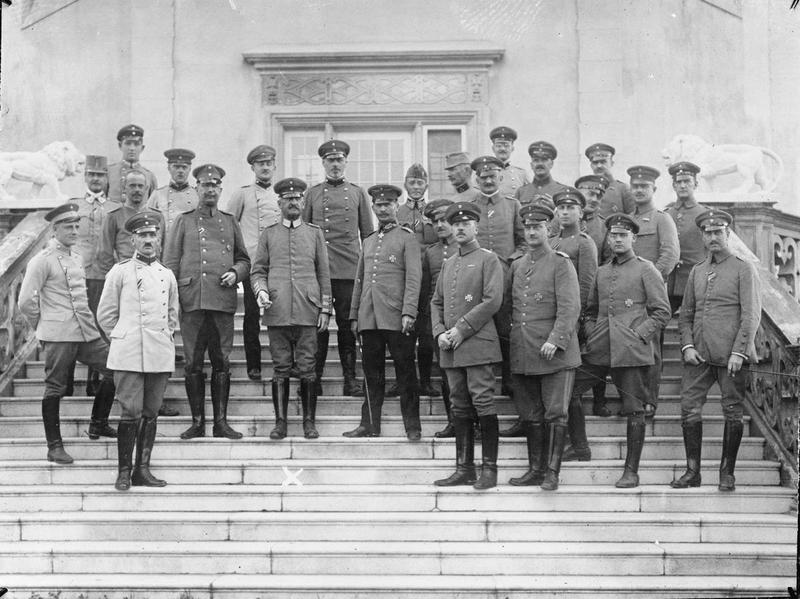
Oberkommando der Bug-Armee/Heeresgruppe Linsingen, ca. 1916. Links neben von Linsingen (mit weißem Kreuz markiert) Emil Hell.

Nach der Auflösung der bisherigen Heeresgruppe Mackensen, die zuvor die Bug-Offensive geführt hatte und organisatorisch mit dem Oberkommando der 11. Armee verbunden war, am 18. September 1915 wurde das Oberkommando der im Juli 1915 gebildeten Bugarmee unter General der Infanterie Alexander von Linsingen mit der Führung der deutsch-österreichischen Truppen in Wolhynien betraut und erhielt den neuen Namen Heeresgruppe Linsingen. Neben der Bugarmee gehörte ihr die k.u.k. 4. Armee unter Erzherzog Joseph Ferdinand an. Das Heeresgruppenkommando unterstand nominell dem österreich-ungarischen Armeeoberkommando, es befand sich anfangs im ostpolnischen Jabłoń.
Die Bugarmee wurde mit der Bildung der Heeresgruppe in zwei „Gruppen“ geteilt, die Gruppe Gronau (XXXXI. Reserve-Korps) im Raum Pinsk und die Gruppe Gerok (XXIV. Reserve-Korps) am Styr im Raum Rafalowka. Die k.u.k. 4. Armee stand nach dem Ende des fehlgeschlagenen Feldzugs nach Rowno weiter südlich entlang der Flüsse Kormin und Putilowka. Das Korps Gerok wurde im April 1916 für die Schlacht um Verdun abgegeben, zurück blieben bei der Bugarmee das k.u.k. Kavalleriekorps Hauer mit der Polnischen Legion und das k.u.k. Korps Fath. Anschluss fand die Heeresgruppe Linsingen nördlich an die Heeresgruppe Prinz Leopold, südlich an die k.u.k. Heeresgruppe Böhm-Ermolli.
Die k.u.k. 4. Armee wurde von der am 4. Juni 1916 begonnenen Brussilow-Offensive der russischen Armee besonders schwer getroffen, der hier ein durchschlagender Erfolg gelang. Bereits am 4. Tag der Offensive wurde von der russischen 8. Armee unter Alexei Kaledin die Stadt Luzk wiedererobert. Joseph Ferdinand wurde am gleichen Tag von seinem Kommando entbunden und durch Karl Tersztyánszky ersetzt. Inzwischen war die Gruppe Bernhardi mit deutschen Verstärkungen gebildet worden, die ursprünglich zum Gegenangriff antreten sollte, hierzu jedoch aufgrund der sich täglich verschlimmernden Lage nicht kam. Die Bugarmee wurde durch Ablenkungsangriffe der russischen 3. Armee gebunden, die k.u.k. 1. Armee unter Generaloberst Paul Puhallo, die seit dem 15. Juni der Heeresgruppe befehlsgebunden war, sollte durch Angriffe der russischen 11. Armee an der Verlängerung ihrer Front nach Norden gehindert werden. Ziel der Russen war die Rückeroberung des wichtigen Verkehrsknotenpunktes Kowel, wohin das Hauptquartier der Heeresgruppe Linsingen Mitte Juni verlegt wurde. Mit Hilfe weiterer deutscher Verstärkungen (Gruppe Marwitz mit dem X. Armee-Korps) konnte die Lage vor Kowel vorerst stabilisiert werden, wenngleich die erhoffte Rückeroberung von Luzk scheiterte. Anfang Juli 1916 musste sich die Bugarmee vor Angriffen der russischen 3. Armee an den Stochod zurückziehen. Im August kamen die Angriffe der Russen gegen die Front der Heeresgruppe Linsingen zum Erliegen und wurden schließlich eingestellt.
Ende Juli 1916 war die Heeresgruppe Linsingen dem deutschen Oberkommando an der Ostfront unter Paul von Hindenburg (im August abgelöst durch Prinz Leopold von Bayern) unterstellt worden. Die erweiterten Armeegruppen „von der Marwitz“ und „Bernhardi“ wurden der Heeresgruppe Linsingen direkt unterstellt, die k.u.k. 1. Armee aufgelöst. Die Armeegruppe Gronau trat zur Heeresgruppe Woyrsch. Das Heeresgruppenkommando wechselte Ende Oktober von Kowel nach Chełm.
Im April 1917 war die Heeresgruppe Linsingen von Nord nach Süd wie folgt gegliedert:
- Korps Hauer (k.u.k. 9. Kavallerie-Division, deutsche 1. Landwehr-Division)
- Abschnitt Kowel (Gen. Kdo. 55)
- k.u.k. 4. Armee (k.u.k. VIII., X. und VI. Korps)
- Abschnitt Lipa (Gen. Kdo. XXII. R.K.)

Die Armeeabteilung Gronau (Gen. Kdo. XXXXI. R.K.) trat später wieder zur Heeresgruppe Linsingen, wie auch der Abschnitt Slonim (Gen. Kdo. XXXX. R.K.). Das Kriegsjahr 1917 verlief insgesamt weitgehend ruhig.
1918 leitete die Heeresgruppe Linsingen während der Operation Faustschlag die Operationen in der Ukraine und war an der Einnahme von Kiew und Gomel beteiligt. Bis zum Abschluss der Operation  wurden auch Odessa, Cherson und Charkow eingenommen. Generaloberst Linsingen war danach von deutscher Seite als Oberbefehlshaber der verbündeten Besatzungstruppen in der Ukraine mit Sitz in Kiew vorgesehen. Er wurde aber am 28. März durch Generalfeldmarschall Hermann von Eichhorn abgelöst, nachdem die österreich-ungarische Führung den ranghöheren Generalfeldmarschall Böhm-Ermolli mit der Führung ihrer Besatzungstruppen betraut hatte. Die Heeresgruppe wurde in der Folge aufgelöst und an ihrer Stelle die „Heeresgruppe Eichhorn (Kiew)“ gebildet.